# Young America (film, 1942)
Pour plus de détails, voir Fiche technique et Distribution.
Young America est un film américain en noir et blanc réalisé par Louis King, sorti en 1942.

## Synopsis
Jeune citadine gâtée, Jane Campbell est furieuse lorsque son veuf de père l'envoie dans une ville de la campagne pour vivre avec sa grand-mère. Jane et son serviteur noir, Abraham, détestent leur nouvel environnement. Tandis qu'Abraham doit gérer Pansy, la servante de Nora, Jane commence à aller à l'école. L'arrogance de l'adolescente empêche toute amitié potentielle avec les élèves, sauf avec le jeune David Engstrom : il propose la candidature de Jane au club 4-H. Jane n'a jamais entendu parler de cet organisme ; elle n'est pas impressionnée quand elle apprend que ce mouvement pour la jeunesse promeut les compétences agricoles et le civisme. Aussi refuse-t-elle dans u premier temps d'y adhérer, mais elle change vite d'avis quand elle découvre que le beau Jonathan Blake est le président du club. L'intérêt de Jane pour Jonathan consterne la timide Elizabeth Barnes, qui est amoureuse du jeune homme.
Le père d'Elizabeth promet à sa fille d'acheter un veau de race rare qu'elle pourra présenter à la prochaine grande foire 4-H. Mais il perd l'argent destiné à l'achat du veau dans une partie de poker organisée par l'entrepreneur louche Earl Tucker. Pour « dépanner » le père, Earl Tucker se procure un veau de race mixte, et établit des faux papiers certifiant de sa bonne lignée. 
Elizabeth est ravie de son veau et s'en occupe durant les mois qui la sépare de la grande foire. Jonathan, lui, courtise toujours Elizabeth. Le jour de la foire arrive. Earl laisse entendre à Jane qu'elle gagnera le concours parce que le veau d'Elizabeth n'est pas de race pure. Jane refuse de le croire mais promet, si elle gagne, de racheter le tracteur d'Earl (car il a besoin d'argent) avec l'argent du prix. C'est Elizabeth qui remporte le concours. Désespéré de ne pas avoir son argent, Earl envoie un télégramme aux juges du concours dans lequel il met en cause la lignée du veau de Jane.

## Fiche technique
- Réalisation : Louis King
- Scénario : Samuel G. Engel
- Photographie : Glen MacWilliams
- Montage : Louis Loeffler
- Musique : Cyril J. Mockridge
- Producteur : Sol M. Wurtzel
- Société de distribution et de production : 20th Century Fox
- Pays de production :  États-Unis
- Langue originale : anglais américain
- Format : noir et blanc — 35 mm — 1,37:1 — son : mono (RCA Sound System)
- Genre : comédie
- Durée : 73 minutes
- Dates de sortie :
  - États-Unis : 6 février 1942
  - France : 15 mars 1950

## Distribution
- Jane Withers : Jane Campbell
- Jane Darwell : la grand-mère de Jane, Nora Campbell
- Lynne Roberts : Elizabeth Barnes
- Robert Cornell : Jonathan Blake
- William Tracy : Earl Tucker
- Roman Bohnen : Mr. Barnes
- Irving Bacon : Bart Munson
- Ben Carter (actor) (en) : Abraham
- Louise Beavers : Pansy
- Darryl Hickman : David Engstrom
- Carmencita Johnson : Hazel
- Charles Arnt : le principal Rice
- Hamilton MacFadden : Jim Benson